# 高德诺
高德诺（1969年—）是德国工程师、企业高管，现任奥迪汽车股份公司（AUDI AG）管理董事会主席兼技术研发董事。此外，他还是大众汽车集团管理董事会成员，负责管理包括奥迪、宾利、兰博基尼和杜卡迪在内的进取品牌集群。在此之前，高德诺曾担任大众汽车集团产品和战略负责人及秘书长。

## 职业生涯
高德诺来自下萨克森州的比克堡。他在德国不伦瑞克市和加拿大滑铁卢市攻读机械工程、设计工程和车辆技术专业。
1993年，他以博士研究生身份加入位于沃尔夫斯堡的大众汽车集团总部。完成博士学位后，他作为一名系统分析师开启职业生涯。1998年，他调任位于魏斯阿赫的保时捷股份公司。在那里，他曾管理保时捷918 Spyder车型项目，并从2011年至2018年担任保时捷Panamera车型系列负责人。他在保时捷的最后一个职位是产品和概念负责人。
2021年，高德诺回到沃尔夫斯堡，担任大众汽车集团产品和战略负责人及秘书长职务。他在公司向电动出行转型的过程中发挥了关键作用。
2023年9月1日，高德诺被任命为奥迪汽车股份公司管理董事会主席。 此外，他还担任大众汽车集团管理董事会成员，管理集团包含奥迪、宾利、兰博基尼和杜卡迪在内的进取品牌集群。他通过一项重要的产品计划，加速了奥迪向电动出行的转型。 2024年3月，他兼任奥迪汽车股份公司管理董事会技术研发董事。
2023年，高德诺被选为拜仁慕尼黑股份公司监事会成员，并出任监事会第二副主席。 奥迪是这家德甲足球俱乐部的赞助商和股东。